# Megaselia semota
Megaselia semota är en tvåvingeart som beskrevs av Rudolf Beyer 1959. Megaselia semota ingår i släktet Megaselia och familjen puckelflugor.
Artens utbredningsområde är Taiwan. Inga underarter finns listade i Catalogue of Life.